# Switzer (Virginia Occidental)
Switzer es un lugar designado por el censo ubicado en el condado de Logan en el estado estadounidense de Virginia Occidental. En el Censo de 2010 tenía una población de 595 habitantes y una densidad poblacional de 97,18 personas por km².

## Geografía
Switzer se encuentra ubicado en las coordenadas 37°47′13″N 81°59′4″O / 37.78694, -81.98444. Según la Oficina del Censo de los Estados Unidos, Switzer tiene una superficie total de 6.12 km², de la cual 6.06 km² corresponden a tierra firme y (1.02%) 0.06 km² es agua.

## Demografía
Según el censo de 2010, había 595 personas residiendo en Switzer. La densidad de población era de 97,18 hab./km². De los 595 habitantes, Switzer estaba compuesto por el 97.82% blancos, el 0.67% eran afroamericanos, el 0.17% eran amerindios, el 0% eran asiáticos, el 0% eran isleños del Pacífico, el 0.34% eran de otras razas y el 1.01% pertenecían a dos o más razas. Del total de la población el 1.34% eran hispanos o latinos de cualquier raza.